# Downy (バンド)
downy（ダウニー）は、日本のインディー・ロックバンド。ボーカル、ギター担当の青木ロビンを中心に2000年4月に結成され、シングル「月宿る善良」でメジャーデビュー。

## 概要
- 作品毎に作風が大きく変わるがその音楽はフィードバック・ノイズや変拍子を多用したサイケデリック、エクスペリメンタル、ポストロック等に分類される。
- 映像担当のメンバーがおり、ステージ照明を一切使わずにプロジェクタを使ったVJ映像とバンドの生演奏をクリック無しで同期させたライブを行う。
- 初ライブ（下北沢シェルター）が決まった時点では、バンド名がまだ決定していなかった。（当時の）ライブハウスの店長から「（ライブを行うにあたってフライヤーなどの告知媒体に）バンド名を出さないといけないから」と電話があり、その時にたまたま洗濯をしていた青木ロビンは「じゃあ、ダウニーでいいですか?」と目についた柔軟剤の名称を軽いノリで伝えた。その後も変更することなく、そのまま正式にバンド名に採用。現在に至る。
- 2004年12月16日、下北沢SHELTERでのワンマンライブイベント『情けの庭』 を最後に活動休止。その後メンバーはそれぞれ別のバンドで活動。
- 2012年6月13日、各メンバーのTwitterアカウントにて、再始動へ向けた曲作りの最中であることが明らかになった。
- 2013年10月1日、11月20日に9年ぶりのアルバムをリリースし、ライブツアーを行うことを発表。公式に再始動を表明した。
- 2018年1月18日、前年末から続いていた青木裕（Gt）の体調不良について、診断の結果、「Myeloid Sarcoma（骨髄肉腫）」だったことが発表された。
青木裕本人、そしてメンバーとの話し合いの結果、downyの活動は継続していくという。ただし、青木の体調を最優先とし、ライブ出演については当日の本番直前まで様子を見て判断することになった。
- 2018年3月20日公式HPを通じて、3月19日（月）14:50に青木裕が急性骨髄性白血病により逝去した旨を発表[1][2]。
- 2018年10月23日、公式Twitterアカウントにて、バンド活動の継続とライブの再始動を発表。
- 2020年2月5日、サポートメンバーのSUNNOVAが正式メンバーとして加入。

## メンバー
- 青木ロビン - ボーカル、ギター
  - 沖縄出身
  - 父がインド人、母が日本人のハーフ。Dhal、zezecoのメンバーとしても活動。映画「ラブドガン」サントラ制作（Dhal名義）、fresh!のアルバムにゲストボーカルとしての参加、THE NOVEMBERS等のアーティストへの楽曲提供、アレンジ、プロデュース、も手掛ける。
  - 音楽活動の傍ら沖縄の北中城村で「jiji cafe」(2019年3月閉店)というカフェを経営していた。
  - 現在、内装インテリアデザイン業（Moritz Designに所属）、アパレル業等を営んでいる。
  - kilk recordsの森大地が経営する埼玉県大宮 宮原のカフェ兼コミュニティ・スペース「bekkan」の内装及び、総合的なコンサルタント、神楽坂の音楽スペース「神楽音（カグラネ）」、ライブハウス「NEPO」の内装デザインを手掛けた。
  - Natural Hi-Tech Recordsが運営するBAR「三月の水」の内装デザインも手がける。
  - 「おネギ」という名のボストンテリアを飼っている（苒のミュージックビデオに出演しているボストンテリアは先代の愛犬「ヤギ」）
  - 俳優の青木崇高とは学生時代からの友人で初期downyのミュージックビデオ(左の種？)に青木崇高が出演している。
  - ナンバーガールのベーシスト中尾憲太郎とルームシェアしていた事がある。
  - 愛読している漫画は石塚真一のジャズを題材とした作品 BLUE GIANT。
- 青木裕 - ギター
  - 茨城県出身
  - downyのライブ時はロバート・フリップのように椅子に座って演奏するスタイル。downy活動休止時はSyrup 16gのサポートや、VOLA & THE ORIENTAL MACHINEのメンバー（2008年9月末日まで）として活躍。インストバンドであるunkieでも活動中。
  - イラストレーターとしても活動しており、2015年9月には個展「青木裕展」を開催、unkieのCDジャケット、downyオフィシャルサイトなども自身が手掛けている。 また、プラモデル・模型制作もプロ級の腕前である。
  - 2017年1月、ソロアルバム『Lost in Forest』をリリース。制作開始からリリースまで10年を要した[3]という。アートワークも自身で手がけている。
  - 漫画家の友人が多く、特にカネコアツシと仲が良い。
  - 映画スター・ウォーズ・シリーズのファンである。
  - 2018年1月18日、骨髄肉腫の診断を受けたことを明らかにした。同年3月19日、急性骨髄性白血病により48歳で死去。
- 仲俣和宏 - ベース
  - 長野県出身
  - "マッチョ" の愛称で親しまれている。
  - 中高生時代にハードロック、ヘビィメタルに影響を受けてベースを始める。
  - fresh!、日食なつこバンドメンバー[日食CREW] 、YakYakYak、 後藤まりこバンドメンバー、KARENのメンバーとしても活動。
- 秋山隆彦 - ドラムス
  - 大阪府出身
  - 第三作品集『無題』時からバンドに加入。
  - fresh!のリーダー、KAREN、秋山タカヒコ名義でTHE MORTAL（櫻井敦司ソロプロジェクト）のメンバーとしても活動。
  - スキマスイッチ、清春、黒夢、小南泰葉、大塚愛、ナオト・インティライミ、長澤知之、等のレコーディング、ライブに多数参加。
  - プロレス好き
- 柘榴 - 映像、VJ
  - 第三作品集『無題』時からバンドに加入。
  - 愛称は "まっつん"。
  - ジュノ・リアクター、VIOLET UK、SUGIZO、The World of GOLDEN EGGS PARTY「NES!」 、カンヌMIDEMショウーケース、他、多数の公演映像演出を手掛けるなど国内外で活動中。
- SUNNOVA - サンプラー、シンセサイザー
  - 福島県出身
  - 本名は田中裕也（タナカ ヒロヤ）。
  - ミュージシャンとしての活動の他に会社員として動画配信のテクニカルディレクターの仕事もしている。
  - 青木裕が病気による体調不良でライブに出演できない場合に事前に録音された青木裕のギターを同期は使わずサンプラー(Ableton Live + Push)を使って再現する為にサポートメンバーとして加入。
  - 2018年3月19日 downyワンマンライブ「砂上、燃ユ。残像」@渋谷WWW Xより参加。
  - 2020年2月5日 正式メンバーとして加入。
  - 第五作品集『無題』リミックスアルバムに[11.燦 SUNNOVA remix]を提供。
  - トラックメーカーとしてCM音楽制作やDAOKO、泉まくらなどのラッパーへのトラック提供の他、映像ディレクター、ファッションモデルなど幅広い分野で活動している。

### 元メンバー
- 芳賀庄一郎 - ドラムス
  - 第二作品集『無題』時まで在籍。
  - バイク事故によるケガでバンドを脱退。
- セバスチャン - 映像、VJ
  - 第二作品集『無題』時まで在籍。
  - 名前はクリスチャンネーム、映像制作会社に勤務。

## 作品

### アルバム
※全アルバムでタイトルは存在しない。タイトルを表記しなければならない時は、便宜上すべて「第〇作品集『無題』」としている。

### カセットテープ
1. 猫依存症/麗日 （ライブ会場限定販売）
  - 猫依存症／麗日

## ミュージックビデオ
| 公開年 | 監督                    | 曲名                       | 備考 |
| ------ | ----------------------- | -------------------------- | ---- |
| 2000年 | 青木ロビン/セバスチャン | 月宿る善良                 |      |
| 2000年 | 青木ロビン              | 猿の手柄                   |      |
| 2001年 | セバスチャン            | 左の種                     |      |
| 2001年 | 青木ロビン/セバスチャン | 左の種（Live Ver.)         |      |
| 2001年 | 青木ロビン/セバスチャン | 酩酊フリーク               |      |
| 2002年 | 青木ロビン/セバスチャン | 象牙の塔                   |      |
| 2003年 | Takayuki Kojima         | アナーキーダンス           |      |
| 2003年 | Takayuki Kojima         | 形而上学（メタフィジック） |      |
| 2003年 | 青木ロビン/柘榴         | 苒（ゼン）                 |      |
| 2004年 | 青木ロビン/柘榴         | 弌（イツ）                 |      |
| 2004年 | 不明（柘榴?）           | ⊿（デルタ）                |      |
| 2004年 | 不明（柘榴?）           | Underground                |      |
| 2013年 | Jumpei Mukai            | 曦ヲ見ヨ!                  |      |
| 2013年 | Takayuki Kojima         | 時雨前〜黒                 |      |
| 2013年 | Leno                    | 春と修羅                   |      |
| 2014年 | Leno                    | 曦ヲ見ヨ!Fragment remix    |      |
| 2016年 | Leno                    | 凍る花                     |      |
| 2016年 | 柘榴/kaka               | 海の静寂                   |      |
| 2020年 | Yousuke Asada           | 砂上、燃ユ。残像           |      |
| 2020年 | QCONSAIBAI              | 視界不良                   |      |

## 主なライブ

### ワンマンライブ・主催イベント
| 開催日                           | タイトル                                                     | 備考 |
| -------------------------------- | ------------------------------------------------------------ | --- |
| 2013年12月                       | downy 『或る日の暁』TOUR(活動再開&第五作品集「無題」 レコ発) | - 12/13 梅田Shangri-La - 12/18 渋谷WWW |
| 2014年10月16日〜10月24日         | downy 2014『無題』TOUR(再発盤 レコ発)                        | - 10/16 名古屋CLUB QUATTRO - 10/17 梅田CLUB QUATTRO - 10/19 天神Queblick - 10/24 渋谷WWW                                                       |
| 2016年10月13日〜10月16日         | downy 2016『無題』TOUR(第六作品集「無題」 レコ発)            | - 10/13 梅田Shangri-La - 10/14 名古屋JAMMIN - 10/16 渋谷WWW X                                                                                  |
| 2017年3月11日                    | downy『情けの庭』                                            | 渋谷WWW X(ゲスト:toe) |
| 2017年10月18日・11月5日・12月8日 | downy「情けの庭」                                            | - 10/18 WWW(D.A.N.とのツーマン) - 11/05 WWW X(TBAとのツーマン) - 12/08 渋谷CLUB QUATTRO(THE NOVEMBERSとのツーマン)（青木裕体調不良のため延期） |
| 2018年3月19日                    | downy「砂上、燃ユ。残像」                                    | 渋谷WWW X |
| 2020年11月1日                    | downy『雨曝しの月』(第七作品集「無題」 レコ発)               | 渋谷WWW X オンライン生配信 |
| 2022年7月3日〜7月9日             | downy『Re:雨曝しの月』TOUR                                   | - 7/03 梅田Shangri-La - 7/04 池下CLUB UPSET - 7/09 渋谷WWW X                                                                                   |

### 出演イベント
- 2001年08月04日 - ARABAKI ROCK FEST.01 in Sendai Bay 08042001
- 2002年06月05日 - スペースシャワー列伝 第15巻 ～音渦(うねり)の宴～
- 2002年10月18日 - MINAMI WHEEL 2002
- 2013年11月01日 - envy 20th Anniversary tour 2013 at OKINAWA
- 2014年3月14日 - ART-SCHOOL presents「KINOSHITA NIGHT 2014」
- 2014年5月25日 - LITE Japan tour 2014「APPROACHES 3」
- 2014年7月23日 - きのこ帝国 presents 「echoes」
- 2014年7月27日 - FUJI ROCK FESTIVAL '14
- 2015年04月11日 - SYNCHRONICITY'15 -10th Anniversary!!-
- 2015年08月10日 - FEVER presents "NOT BORED TYO"
- 2015年08月19日 - UKFC on the Road 2015
- 2016年01月11日 - downy × THE NOVEMBERS
- 2016年04月24日 - SYNCHRONICITY'16 - After Hours -
- 2017年04月09日 - After Hours'17
- 2017年08月08日 - La.mama 35th anniversary「PLAY VOL.47」
- 2017年09月29日 - マイセルフ,ユアセルフ
- 2019年01月14日 - LITE 15th
- 2019年04月15日 - La.mama 37th anniversary「PLAY VOL.75」
- 2019年05月12日 - After Hours '19 東京
- 2019年07月09日 - downy＆THE NOVEMBERS共同企画「情けの首」
- 2022年04月02日 - SYNCHRONICITY'22
- 2022年08月27日 - ONE Music Camp 2022
- 2023年01月31日 - Brain Radio @duo MUSIC EXCHANGE (ZAZEN BOYS とのツーマン)